# Кенащинский сельский округ (Северо-Казахстанская область)
Кенащинский сельский округ (каз. Кеңащы ауылдық округі) — административная единица в составе Акжарского района Северо-Казахстанской области Казахстана. Административный центр — село Кенащы.
Население — 613 человек (2009, 965 в 1999, 1500 в 1989).

## Социальная сфера
В систему образования округа входят 2 основные школы. При школах функционируют дошкольные мини-центры.
В округе имеется фельдшерско-акушерский пункт, библиотека, 2 сельских клуба, 2 мини-стадиона.

## История
27 июня 2000 года совместным решением 4 сессии Северо-Казахстанского областного маслихата и акима области образован Кенащинский сельский округ путём выделения его территории из состава Кишикараойского сельского округа.
Ранее сельский округ назывался Менжинский.

## Состав
В состав округа входят такие населенные пункты:
| Населенный пункт | Население, человек (1989) | Население, человек (1999) | Население, человек (2009) |
| ---------------- | ------------------------- | ------------------------- | ------------------------- |
| Байтус, аул      | 306                       | 264                       | 197                       |
| Кенащы, село     | 1194                      | 701                       | 416                       |